# Amata ocheipuncta
Amata ocheipuncta là một loài bướm đêm thuộc phân họ Arctiinae, họ Erebidae.